# Nick Foles
Nicholas Edward Foles (Austin, Texas, Estados Unidos, 20 de enero de 1989) es un exjugador profesional de fútbol americano de la National Football League que jugaba para los Indianapolis Colts  , como Quarterback con el número 9. También jugó en Jacksonville Jaguars , St. Louis Rams , Kansas City Chiefs y Philadelphia Eagles.
Foles jugó su primer partido con los Eagles en la semana 10 de la temporada 2012 después de que Michael Vick sufriera una lesión. Debutó como titular la semana siguiente. En la semana 9 de la temporada 2013, se convirtió en el segundo quaterback en alcanzar un índice de pase perfecto (158.3) mientras pasaba para más de 400 yardas, y también el primer quaterback en la historia de la NFL en alcanzar un índice de pase perfecto y lanzar siete touchdowns en un partido individual. Fue la 60.ª vez en la historia de la NFL que se logró un índice de pase perfecto en general.

## Carrera deportiva
Nick Foles proviene de la Universidad de Arizona y fue elegido en el Draft de la NFL de 2012, en la ronda número 3 con el puesto número 88 por el equipo Philadelphia Eagles. Ganó el Super Bowl LII 2018 con una gran actuación (con marcador de 33 - 41 sobre los Patriots) siendo elegido el MVP del partido, convirtiéndose en el primer QB de la historia en dar un pase de anotación y recibir un pase de anotación en un superbowl.el 11 de marzo de 2019 fue contratado como quarterback titular de los Jacksonville Jaguars
Ha jugado en los equipos Philadelphia Eagles, St. Louis Rams Kansas City Chiefs Jacksonville Jaguars y actualmente en Chicago Bears.
Su primer hijo nació en junio de 2020.

## Estadísticas generales
| Temporada | Equipo         | Registro (V-D) | Pase | Pase  | Pase  | Pase   | Pase | Pase | Pase   | Carrera | Carrera | Carrera | Carrera |
| Temporada | Equipo         | Registro (V-D) | Comp | Att   | Comp% | Yds    | TDs  | Int  | Índice | Int     | Yds     | TDs     | Prom    |
| --------- | -------------- | -------------- | ---- | ----- | ----- | ------ | ---- | ---- | ------ | ------- | ------- | ------- | ------- |
| 2007      | Michigan State | 1-0            | 5    | 8     | 62.5% | 57     | 0    | 0    | 122.4  | 0       | 0       | 0       | 0.0     |
| 2009      | Arizona        | 7-5            | 260  | 410   | 63.4% | 2,486  | 19   | 9    | 125.2  | 28      | -74     | 3       | -2.6    |
| 2010      | Arizona        | 5-6            | 286  | 426   | 67.1% | 3,191  | 20   | 10   | 140.9  | 35      | -113    | 1       | -3.2    |
| 2011      | Arizona        | 4-8            | 387  | 560   | 69.1% | 4,334  | 28   | 14   | 145.6  | 43      | -103    | 0       | -2.4    |
| Carrera   | Carrera        | 17–19          | 938  | 1,404 | 65.4% | 10,068 | 67   | 33   | 138.1  | 106     | -290    | 4       | -2.7    |

Todas las estadísticas y logros son cortesía de la NFL, Philadelphia Eagles, St. Louis Rams, Kansas City Chiefs y Pro-Football.

### Temporada regular
| Temporada | Equipo  | Juegos | Registro (V-D) | Pases | Pases | Pases | Pases | Pases | Pases | Pases | Pases | Pases  | Acarreos | Acarreos | Acarreos | Acarreos | Acarreos | Capturas | Capturas | Fumbles | Fumbles |
| Temporada | Equipo  | Juegos | Registro (V-D) | Comp  | Att   | Pct   | Yds   | YPA   | Lg    | TD    | Int   | Índice | Att      | Yds      | Prom     | Lg       | TD       | Cap      | Yds      | Fum     | Perd    |
| --------- | ------- | ------ | -------------- | ----- | ----- | ----- | ----- | ----- | ----- | ----- | ----- | ------ | -------- | -------- | -------- | -------- | -------- | -------- | -------- | ------- | ------- |
| 2012      | PHI     | 7      | 1-5            | 161   | 265   | 60.8  | 1,699 | 6.4   | 46    | 6     | 5     | 79.1   | 11       | 42       | 3.8      | 14       | 1        | 20       | 131      | 8       | 3       |
| 2013      | PHI     | 13     | 8-2            | 203   | 317   | 64.0  | 2,891 | 9.1   | 63    | 27    | 2     | 119.2  | 57       | 221      | 3.9      | 21       | 3        | 28       | 173      | 4       | 2       |
| 2014      | PHI     | 8      | 6-2            | 186   | 311   | 59.8  | 2,163 | 7.0   | 68    | 13    | 10    | 81.4   | 16       | 68       | 4.3      | 14       | 0        | 9        | 74       | 4       | 3       |
| 2015      | STL     | 11     | 4-7            | 186   | 337   | 56.4  | 2,052 | 6.1   | 68    | 7     | 10    | 69.0   | 17       | 20       | 1.2      | 10       | 1        | 14       | 98       | 5       | 2       |
| 2016      | KC      | 3      | 1-0            | 36    | 55    | 65.5  | 410   | 7.5   | 49    | 3     | 0     | 105.9  | 4        | -4       | -1       | -1       | 0        | 4        | 34       | 0       | 0       |
| 2017      | PHI     | 4      | 0-0            | 10    | 14    | 71.4  | 98    | 7.4   | 35    | 0     | 0     | 90.8   | 8        | 3        | 0.4      | 9        | 0        | 2        | 15       | 2       | 1       |
| Carrera   | Carrera | 46     | 20-16          | 786   | 1,299 | 60.5  | 9,313 | 7.2   | 68    | 56    | 27    | 88.1   | 113      | 350      | 3.1      | 72       | 5        | 77       | 525      | 23      | 11      |

### Playoffs
| Temporada | Equipo  | Juegos | Registro (V-D) | Pases | Pases | Pases | Pases | Pases | Pases | Pases | Pases | Pases  | Acarreos | Acarreos | Acarreos | Acarreos | Acarreos | Capturas | Capturas | Fumbles | Fumbles |
| Temporada | Equipo  | Juegos | Registro (V-D) | Comp  | Att   | Pct   | Yds   | YPA   | Lg    | TD    | Int   | Índice | Att      | Yds      | Prom     | Lg       | TD       | Cap      | Yds      | Fum     | Perd    |
| --------- | ------- | ------ | -------------- | ----- | ----- | ----- | ----- | ----- | ----- | ----- | ----- | ------ | -------- | -------- | -------- | -------- | -------- | -------- | -------- | ------- | ------- |
| 2013      | PHI     | 1      | 0-1            | 23    | 33    | 69.7  | 195   | 5.9   | 40    | 2     | 0     | 105.0  | 1        | 3        | 3.0      | 3        | 0        | 2        | 19       | 0       | 0       |
| 2017      | PHI     | 3      | 3-0            | 77    | 106   | 72.6  | 971   | 9.2   | 55    | 6     | 1     | 115.7  | 5        | -2       | -0.4     | 1        | 0        | 2        | 14       | 2       | 0       |
| Carrera   | Carrera | 4      | 3-1            | 100   | 139   | 71.9  | 1166  | 5.91  | 55    | 8     | 1     | 113.2  | 6        | 1        | 0.2      | 3        | 0        | 4        | 33       | 0       | 0       |